# Antti Buri
Antti Buri (ur. 2 grudnia 1988 roku) – fiński kierowca wyścigowy.

## Kariera
Buri rozpoczął karierę w wyścigach samochodowych w 2007 roku od startów w Formule Ford NEZ, Fińskiej Formule Ford Zetec oraz w Szwedzkiej Formule Ford Zetec. W edycjach fińskiej i nordyckiej był siódmy, a w Szwecji 22. W późniejszych latach Fin pojawiał się także w stawce Festiwalu Formuły Ford, Open Race Botniaring, Brytyjskiej Formuły Ford, Formuły Ford strefy nordyckiej, Fińskiej Formuły Ford Junior, Formuły Ford Duratec Benelux, Europejskiego Pucharu Formuły Ford, ADAC Formel Masters, Campeonato de Portugal de GT, Niemieckiego Pucharu Porsche Carrera, Porsche GT3 Cup Finland, Superstars GT Sprint oraz Porsche Supercup.